# Рождественский, Виктор Петрович
Виктор Петрович Рождественский (1826—1892) — русский деятель духовного просвещения, педагог, магистр богословия (1853); духовный писатель, протоиерей.

## Биография
Родился 13 сентября 1826 года в Москве в семье священника.
Окончил Московскую духовную семинарию в 1846 году и Московскую духовную академию в 1851 году. Преподавал в Калужской семинарии. В 1856 году стал священником московской церкви Святых Отцов Седьми Вселенских Соборов на Девичьем поле, через год был переведен в Ризоположенскую церковь на Донской улице. С 1856 по 1860 годы преподавал катехизис, в 1859—1866 годах вел Закон Божий в Варваринском сиротском доме Лобковых.
С 1862 по 1866 годы был членом временного Ревизионного комитета по проверке экономических отчетов в Московской духовной семинарии, в 1862—1891 годах — законоучителем Земледельческой школы. Один из создателей и участников Общества любителей духовного просвещения (1863). С 1867 по 1876 годы избирался депутатом на съезд духовенства Донского училищного округа и членом правления Донского училища. В 1868 году участвовал в Губернской земской комиссии по народному образованию. В 1870 году был избран председателем Комиссии по Закону Божию при Московском комитете грамотности.
С 1870 по 1883 годы Рождественский был законоучителем в Женской учительской семинарии. В 1874—1877 годах состоял членом Московского уездного училищного совета. В 1877 году был возведен в сан протоиерея, а в 1886 году — награждён палицей. В 1878 году стал членом совета Братства св. Николая Чудотворца и одним из его деятельных участников. В 1886 году переведен в церковь Николая Чудотворца Явленного на Арбате. В 1889 избран почётным членом Московской духовной академии.
Также занимался писательской деятельностью. С 1868 был редактором «Московских церковных ведомостей», с 1870 года — журналов «Чтения в Московском Обществе любителей духовного просвещения» и «Воскресные беседы». Кроме редактирования, В. П. Рождественский писал статьи, в которых, в частности, поднимал вопросы о народном образовании и распространении общедоступных книг. Также известен многими учеными исследованиями, статьями, проповедями и руководствами к изучению Закона Божия.
Умер 23 апреля 1892 года в Москве. Похоронен на кладбище Донского монастыря 5 участок. Отец И. В. Рождественского.

## Семья
Жена Елизавета Алексеевна Рождественская (1836—1910)
Дети:
Сергей Викторович (1858—1918)
Иван Викторович (1861—1890)
Екатерина Викторовна (1870—1937), жена Розанова Павла Петровича
Вера Викторовна, жена Розанова Алексея Петровича
Николай Викторович (1877—1920), историк, исследователь архивов Юсуповых
Людмила Викторовна
Мария Викторовна (? — 1920), супруга Миловского Николая Михайловича